# Phaecasiophora turmaria
Phaecasiophora turmaria es una especie de polilla perteneciente al género Phaecasiophora, categorizada en la tribu Olethreutini, de la subfamilia Olethreutinae.

## Distribución
Se distribuye por Papúa Nueva Guinea, en el archipiélago Bismarck.

## Taxonomía
Fue descrita por Meyrick en 1931. La especie se encuentra registrada y publicada en Exotic Microlepid. 4: 131.